# John Robson (lekkoatleta)
John Paton Robson (ur. 31 stycznia 1957) – szkocki lekkoatleta, średniodystansowiec. 
Zdobył brązowy medal w biegu na 1500 metrów na Igrzyskach Wspólnoty Narodów w 1978 w Edmonton, ulegając jedynie Davidowi Moorcroftowi z Anglii i Filbertowi Bayi z Tanzanii. Jako reprezentant Wielkiej Brytanii zajął 8. miejsce na tym dystansie na mistrzostwach Europy w 1978 w Pradze.
Zdobył brązowy medal w biegu na 1500 metrów na halowych mistrzostwach Europy w 1979 w Wiedniu, przegrywając jedynie z Eamonnem Coghlanem z Irlandii i Thomasem Wessinghage z Republiki Federalnej Niemiec. Jako reprezentant Szkocji odpadł w eliminacjach biegu na 1500 metrów na Igrzyskach Wspólnoty Narodów w 1982 w Brisbane, a na Igrzyskach Wspólnoty Narodów w 1986 w Edynburgu zajął w tej konkurencji 10. miejsce.
Ośmiokrotnie startował w mistrzostwach świata w biegach przełajowych reprezentując Szkocję i zajmując następujące miejsca:  1977 w Düsseldorfie – 94. miejsce, 1979 w Limerick – 52. miejsce, 1980 w Paryżu – 5. miejsce, 1981 w Madrycie – 54. miejsce, 1982 w Rzymie – 85. miejsce, 1985 w Lizbonie – 42. miejsce, 1986 w Neuchâtel – 122. miejsce i 1987 w Warszawie – 144. miejsce.
Robson był wicemistrzem Wielkiej Brytanii (AAA) w biegu na 1500 metrów w 1981 i 1982 oraz brązowym medalistą na tym dystansie w 1977 i 1979. Był również złotym medalistą UK Championships w tej konkurencji w 1978 oraz srebrnym medalistą w 1979.
Rekordy życiowe Robsona:
- bieg na 1500 metrów – 3:33,83 (4 września 1979, Bruksela)
- bieg na milę – 3:52,44 (11 lipca 1981, Oslo)
- bieg na 3000 metrów – 7:45,81 (13 lipca 1984, Londyn)
- bieg na 5000 metrów – 13:34,02 (26 czerwca 1981, Oslo)